# Dacit

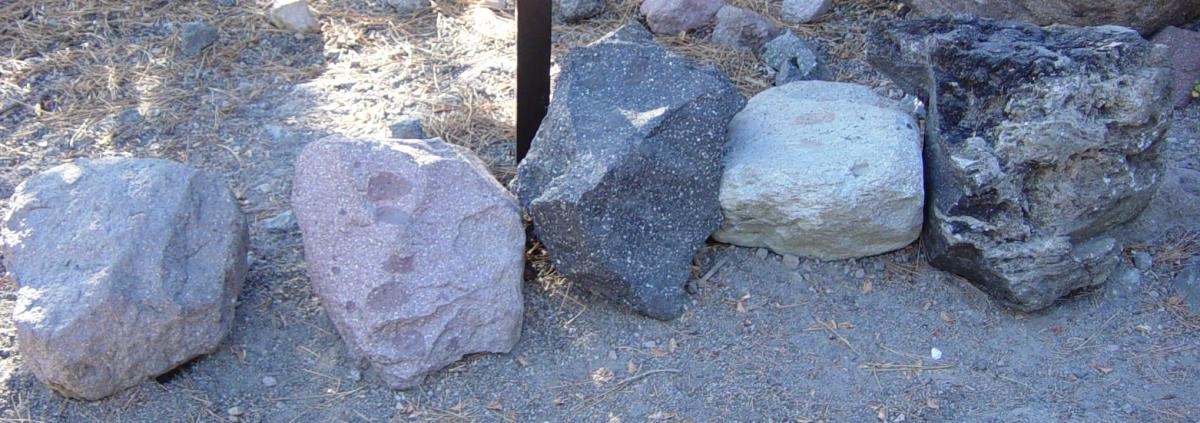
Dacit

Dacitul este o rocă magmatică. Conține mult bioxid de siliciu. Dacitul și brecia sunt singurele roci care conțin aur microscopic.

## Descriere
El are structură cristalină fină, de culoare cenușie albăstruie cu nuanțe până la brun. Dacitul este o rocă vulcanică care conține ca. 65% bioxid de siliciu. Roca se formează prin răcirea rapidă a magmei vâscoase care are o temperatură între 800 - 900 °C. Cantități mai importante de dacit s-au găsit la erupțiile vulcanilor Mount St. Helens (1980) și Pinatubo (1991).
Există și variante colorate de dacit, care au fost folosite cu secole în urmă ca obiecte de podoabă.

## Plutonite - Vulcanite
Granit - Riolit

Granodiorit - Dacit

Diorit - Andezit

Sienit - Trahit

Gabro - Bazalt

## Etimologie
Numele rocii provine de la Dacia, România de azi.

## Ocurențe în România
În două dintre cele mai vechi și mai importante cariere de piatră din Bucovina, aflate pe teritoriul administrativ al comunei Poiana Stampei, se exploatează un dacit piroxenic cu mare rezistență care transformat în piatră spartă și cribluri s-a dovedit a fi un produs bine utilizat la balastarea căilor ferate, tratarea asfaltică a drumurilor modernizate, în general a drumurilor de tot felul iar în anrocamente se folosește la apărări de maluri, drumuri și căi ferate. A dat foarte bune rezultate în lucrările de modernizare a drumurilor naționale.